# Luis de Benavides Carillo, markies van Caracena, landvoogd van de Spaanse Nederlanden
Luis de Benavides Carillo, markies van Caracena, landvoogd van de Spaanse Nederlanden is een beeldhouwwerk van barokbeeldhouwer Artus Quellinus I. Het werk situeert zich in de latere fase van de carrière van Quellinus. De portretbuste behoort tot de collectie van het Koninklijk Museum voor Schone Kunsten Antwerpen.

## Geschiedenis
Markies Luis de Benavides Carillo wordt in 1658 landvoogd van de Spaanse Nederlanden. In 1663 zet hij zich mee in voor de oprichting van de Koninklijke Academie van Antwerpen. Hiervoor kreeg hij een portretbuste in de erezaal van de Antwerpse Sint-Lucasgilde.

## Beschrijving
De buste toont een zelfzeker en machtig man waarbij rang en status erg belangrijk zijn. De markies was in de eerste plaats een militair machthebber. Quellinus stelt de veldheer voor in vol ornaat. Benavides Carillo draagt een rijkelijk versierd harnas met een brede kanten kraag. Zijn rechterhand rust op de maarschalkstaf, het hoogste teken van zijn gezag. Bovendien was de markies ook erg verfijnd. Zijn verzorgde handen en zijn losse weelderige krullen verwijzen naar de verfijnde cultuur van de aristocratie waartoe de man behoorde.